# 宜昌快速公交
宜昌快速公交或称宜昌BRT（英語：Yichang Bus Rapid Transit），位于中国宜昌，是湖北省首个建成的快速公交系统。宜昌BRT全程运行于中央专用车道，全线共设38对站台，其中路中侧式站台29对，路中岛式站台9对，平均站距约620米，采用29支线+2快线+2短线+1专线的运行模式，东山大道段于2015年7月15日正式投入使用，夷陵区段于2015年11月24日投入使用，夜明珠路段于2018年2月11日投入使用，该项目获2016年可持续交通奖(2016 Sustainable Transport Award)

## 线路

2015年7月15日至2015年11月24日的运行线路图

宜昌BRT一度以B9路为主线，起点为宜昌东站，沿途停靠BRT走廊各站台至葛洲坝站。进入2017年后，由于运营思路变化，主线的概念已被淡化，将不再有一条线路行经BRT走廊全部站点。
| 线路号   | 线路首、末站                          | BRT走廊内首站                  | BRT走廊内末站                    | BRT走廊行经站点数 |
| -------- | ------------------------------------- | ------------------------------ | -------------------------------- | ----------------- |
| B1       | 宜昌东站↔CBD商务中心                  | 桔城路                         | 运河公园（下行万寿桥）           | 11（下行10）      |
| B3       | 三码头↔西陵山                         | 西陵一路                       | 葛洲坝                           | 5                 |
| B6       | 金东山商业城↔石子岭路                 | 港务新村                       | 山庄路                           | 5                 |
| B9       | 宜昌东站↔葛洲坝                       | 桔城路                         | 葛洲坝                           | 21                |
| B9K      | 宜昌东站↔葛洲坝                       | 五一广场                       | 葛洲坝                           | 9（下行10）       |
| B10      | 长江市场服装城↔三游洞                 | 三峡路                         | -                                | 1                 |
| B16      | 唐家湾朝阳路口↔电脑城                 | 二十二中（下行葛洲坝）         | 望洲岗                           | 4（下行3）        |
| B17      | 渭河路↔山庄路                         | 石马坡                         | 山庄路                           | 4                 |
| B20      | 移动通信大楼→移动通信大楼（单向环线） | 北山坡                         | 港务新村                         | 3                 |
| B21      | 金伍一建材城↔葛洲坝                   | 十五中、刘家大堰               | 运河公园（下行万寿桥）、葛洲坝   | 12（下行11）      |
| B211     | 金伍一建材城↔常刘路                   | 十五中                         | 运河公园（下行万寿桥）           | 9（下行8）        |
| B27      | 中建七局↔夷陵广场                     | 北山坡                         | 山庄路                           | 3                 |
| B28      | 谭家河社区↔青少年宫                   | 北山坡                         | 山庄路                           | 3                 |
| B34      | 古佛寺↔夷陵新都                       | 刘家大堰、港虹路、神仙湾       | 夜明珠、三峡路、人寿桥           | 11                |
| B35      | 葛洲坝电厂↔葛洲坝                     | 葛洲坝                         | -                                | 1                 |
| B37      | 宜昌东站↔南玻                         | 桔城路                         | 五一广场                         | 2                 |
| B38      | 万寿桥↔夷陵客运站                     | 万寿桥、平云二路               | 运河公园（下行无）、-            | 3（下行2）        |
| B63      | 梅珑镇↔同福花园                       | 长江市场                       | 平云二路                         | 8                 |
| B68      | 梅珑镇↔宜昌东站                       | 长江市场                       | 平云一路                         | 7                 |
| B80      | 机电工程学校↔仁和医院                 | 桔城路                         | 五一广场（下行十五中）           | 2（下行3）        |
| B82      | 青岛路↔火车南站                       | 港务新村                       | 石马坡                           | 2                 |
| B90      | 九安城↔中南路                         | 中南路                         | -                                | 1                 |
| B100     | 电脑城↔夷陵客运站                     | 绿萝路（下行二十二中）、人寿桥 | 夜明珠、平云二路                 | 14（下行12）      |
| B212     | 葛洲坝↔西陵山                         | 葛洲坝                         | -                                | 1                 |
| B213     | 夜明珠↔万寿桥                         | 万寿桥、黄河路                 | 运河公园（下行港务新村）、夜明珠 | 4（下行5）        |
| B313     | 恒大山水城↔火光村委会                 | 十五中                         | -                                | 1                 |
| B333     | 火光村委会↔江山多娇                   | 十五中                         | 王家河（上行无东艳路）           | 3（上行2）        |
| B343     | 桔城路↔恒大山水城                     | 桔城路                         | -                                | 1                 |
| B353     | 三峡果蔬交易中心↔杨岔路               | 杨岔路                         | -                                | 1                 |
| B353专线 | 夷陵中学新校区↔杨岔路                 | 杨岔路                         | -                                | 1                 |
| B363     | 物流园配送中心↔中南路                 | 中南路                         | -                                | 1                 |
| B373     | 物流园配送中心↔十中                   | 王家河                         | 中南路                           | 4                 |
| B413     | 猇亭邮政局↔王家河                     | 十五中                         | 王家河（上行仅此站）             | 3（上行1）        |
| B532     | 联棚↔山庄路                           | 北山坡                         | 山庄路                           | 3                 |
| B613     | 长江市场客运站↔宜昌东站               | 神仙湾                         | 人寿桥                           | 2                 |

注：B9K自2019冠状病毒病疫情以来未恢复运行，但亦无取消计划。

## 车站
| 站名       | 英文站名             | 停靠线路                                                              | 所在道路 | 站台形式与进站方式                             |
| ---------- | -------------------- | --------------------------------------------------------------------- | -------- | ---------------------------------------------- |
| 夷陵客运站 | Yiling Keyunzhan     | B38、B100                                                             | 夷兴大道 | 首末站，高架单侧式站台（其他车站均为地面站台） |
| 平云二路   | Pingyun Erlu         | B38、B63、B100                                                        | 夷兴大道 | 岛式站台，天桥进站                             |
| 平云一路   | Pingyun Yilu         | B63、B68、B100                                                        | 夷兴大道 | 岛式站台，地面进站                             |
| 夷陵体育馆 | Yiling Tiyuguan      | B63、B68、B100                                                        | 夷兴大道 | 岛式站台，地面进站                             |
| 平湖广场   | Pinghu Guangchang    | B63、B68、B100                                                        | 夷兴大道 | 岛式站台，地面进站                             |
| 兴安       | Xingan               | B63、B68、B100                                                        | 夷兴大道 | 岛式站台，地面进站                             |
| 人寿桥     | Renshouqiao          | B34、B63、B68、B100、B613                                             | 夷兴大道 | 岛式站台，地面进站                             |
| 神仙湾     | Shenxianwan          | B34、B63、B68                                                         | 峡州路   | 岛式站台，双地面入口进站                       |
| 长江市场   | Changjiang Shichang  | B63、B68                                                              | 三峡路   | 岛式站台，地面进站                             |
| 三峡路     | Sanxia Lu            | B10、B34                                                              | 三峡路   | 岛式站台，地面进站                             |
| 港虹路     | Ganghong Lu          | B34                                                                   | 港虹路   | 岛式站台，地面进站                             |
| 平湖半岛   | Pinghu Bandao        | -                                                                     | 夜明珠路 | 尚未建设                                       |
| 夜明珠     | Yemingzhu            | B34、B100                                                             | 夜明珠路 | 岛式站台，地面进站                             |
| 黄河路     | Huanghe Lu           | B34、B100                                                             | 夜明珠路 | 岛式站台，双地面入口进站                       |
| 望洲岗     | Wangzhougang         | B16、B34、B100                                                        | 夜明珠路 | 岛式站台，地面进站                             |
| 镇境山     | Zhenjingshan         | B16、B34、B100                                                        | 夜明珠路 | 岛式站台，地面进站                             |
| 葛洲坝     | Gezhouba             | B3、B9、B9K、B16、B21、B34、B35、B100、B212                           | 东山大道 | 东山大道段首末站，双岛式站台，地面进站         |
| 二十二中   | Ershierzhong         | B3、B9、B9K（仅上行）、B16（仅上行）、B21、B34、B100                  | 东山大道 | 双岛式站台，地面或天桥进站                     |
| 刘家大堰   | Liujia Dayan         | B3、B9、B9K（仅下行）、B21、B34、B100（仅上行）                       | 东山大道 | 双岛式站台，地面进站                           |
| 绿萝路     | Lvluo Lu             | B3、B9、B9K（仅上行）、B100（仅上行）                                 | 东山大道 | 双岛式站台，地面进站                           |
| 西陵一路   | Xiling Yilu          | B3、B9、B9K（仅下行）                                                 | 东山大道 | 双岛式站台，上行天桥进站，下行地下通道进站     |
| 山庄路     | Shanzhuang Lu        | B6、B9、B9K、B17（仅上行）、B27、B28、B532                            | 东山大道 | 双岛式站台，地下通道进站                       |
| 果园二路   | Guoyuan Erlu         | B6、B9、B17（仅上行）、B27、B28、B532                                 | 东山大道 | 双岛式站台，天桥进站                           |
| 北山坡     | Beishanpo            | B6、B9、B9K、B17（仅上行）、B20（仅下行）、B27、B28、B532             | 东山大道 | 双岛式站台，天桥进站                           |
| 石马坡     | Shimapo              | B6、B9、B9K（仅下行）、B17（仅上行）、B20（仅下行）、B82              | 东山大道 | 双岛式站台，地面进站                           |
| 港务新村   | Gangwu Xincun        | B6、B9、B20（仅下行）、B82                                            | 东山大道 | 双岛式站台，天桥进站                           |
| 运河公园   | Yunhe Gongyuan       | B1（仅上行）、B9、B21（仅上行）、B211（仅上行）、B38（仅上行）        | 东山大道 | 双岛式站台，地面进站                           |
| 万寿桥     | Wanshouqiao          | B1、B1K、B9、B21、B211、B38                                           | 东山大道 | 双岛式站台，地面进站                           |
| 杨岔路     | Yangcha Lu           | B1、B1K、B9、B9K、B21、B211、B353                                     | 东山大道 | 双岛式站台，地面进站                           |
| 中南路     | Zhongnan Lu          | B1、B1K、B9、B21、B211、B90、B363                                     | 东山大道 | 双岛式站台，地面进站                           |
| 宝塔河     | Baotahe              | B1、B1K、B9、B21、B211                                                | 东山大道 | 双岛式站台，地面进站                           |
| 艾家嘴     | Aijiazui             | B1、B9、B21、B211                                                     | 东山大道 | 双岛式站台，地面进站                           |
| 王家河     | Wangjiahe            | B1、B9、B21、B211、B333、B413                                         | 东山大道 | 双岛式站台，地面进站                           |
| 东艳路     | Dongyan Lu           | B1、B1K、B9、B9K、B21、B211、B333（仅上行）、B413（仅下行）           | 东山大道 | 双岛式站台，下行地面进站，上行双地面入口进站   |
| 十五中     | Shiwuzhong           | B1、B1K、B5（仅下行）、B9、B9K、B21、B211、B313、B333、B413（仅下行） | 东山大道 | 双岛式站台，地面进站                           |
| 五一广场   | Wuyi Guangchang      | B1、B1K、B5、B9、B9K、B37、B80S                                       | 桔城路   | 双岛式站台，地面进站                           |
| 桔城路     | Jucheng Lu           | B1、B5、B9、B37、B80S、B343S                                          | 桔城路   | 双岛式站台，地面进站                           |
| 宜昌东站   | Yichang East Station | B1、B1K、B5、B9、B9K、B37、B68、B80S、B613                            | 城东大道 | 首末站，双岛式站台，地面进站                   |

## 车辆

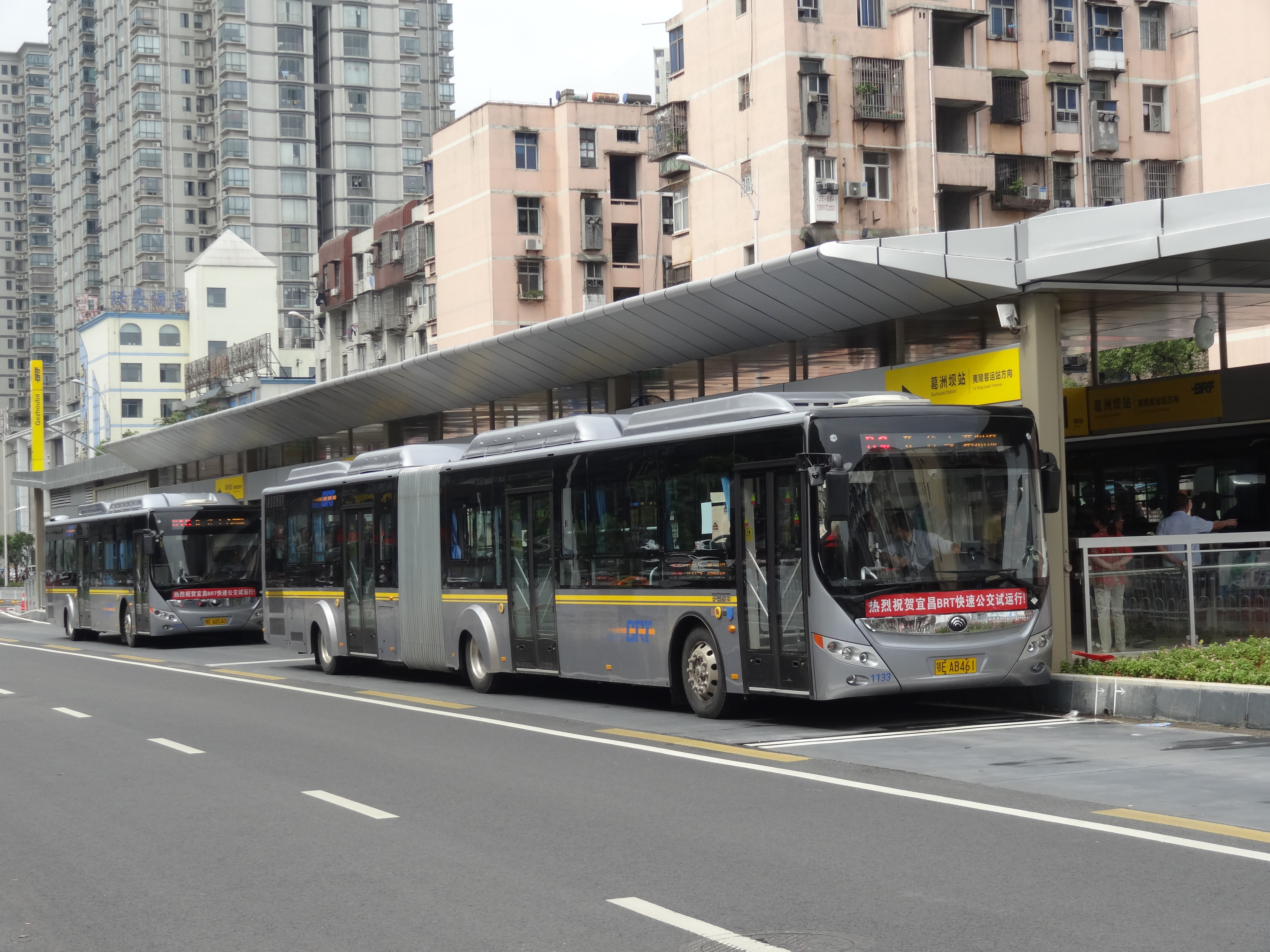
停靠在葛洲坝站的宜昌BRT车辆。

### 右侧开门车

#### 使用中车辆
郑州宇通 ZK6120HGM（48台，配属线路：B1、B20、B28、B90、B211、B313、B333、B353，曾经配属B3、B9、B16、B17、B27、B38、B82、B413）
郑州宇通 ZK6100HGM（12台，配属线路：B28、B35、B80、B82、B343，曾经配属B82、B90）
郑州宇通 ZK6120HNGAA（10台，配属线路：B1、B20、B28、B211、B313、B333，曾经配属B17、B27、B38、B82）
珠海广通 GTQ6121BEVBT3（15台，配属线路：B27，曾经配属B82、B353）
注：另有3台同款ZK6125CHEVNPG21配属522路（非BRT线路）。
郑州宇通 ZK6125CHEVNPG21（4台，配属线路：B20、B21、B211、B313）
注：另有56台同款ZK6125CHEVNPG21配属2路、12路两条非BRT线路。

#### 已退出服务
重庆恒通 CKZ6126（33台，曾经配属B1、B9、B28、B37、B38、B82、B90）

### 两侧开门车

#### 使用中车辆
郑州宇通 ZK6125HNG2（170台，配属线路：B1、B9、B9K、B16、B17、B20、B21、B34、B38、B68、B90、B100、B211、B313、B353，曾经配属B3、B6、B10、B63、B613）
注：2016年7月，5台ZK6125HNG2曾被转配至18路（非BRT线路）使用。进入2017年以来此款车型已陆续在23路、30路、91路等非BRT线路上线运行，不再特殊注明。
郑州宇通 ZK6180HNG2（15台，配属线路：B9、B9K）
厦门金龙 XMQ6180AGN5（15台，配属线路：B9）
郑州宇通 ZK6125CHEVNPG21（30台，配属线路：B3、B6、B16、B82）
比亚迪 BYD6122B2EV2（127台，配属线路：B1、B6、B16、B68、B213、B353、B613）
注：另有同款BYD6122B2EV2配属2路、12路、25路、30路等非BRT线路。
郑州宇通 ZK6106BEVG5E（49台，配属线路：B1、B10、B20、B37、B63、B413）
株洲中车 TEG6852BEV02（2台，配属线路：B363）
注：另有12台同款TEG6852BEV02配属62路、69路、81路、323路等非BRT线路。